# دوکسوم (بوتان)
دوکسوم (به لاتین: Duksum) یک منطقهٔ مسکونی در بوتان (کشور) است که در استان تراشیانگتس واقع شده‌است.
 دوکسوم  ۲۸۳ نفر جمعیت دارد.